# 阿拉蒙
阿拉蒙（法語：Aramon，法語發音：[aʁamɔ̃]）是法国加尔省的一个市镇，位于该省东部，属于尼姆区。

## 地理
阿拉蒙（43°53'28"N, 4°40'51"E）面积31.16 平方千米，位于法国奧克西塔尼大區加尔省，该省份为法国南部沿海省份，南端濒地中海，北起顺时针与阿尔代什省、沃克吕兹省、罗讷河口省、埃罗省、阿韦龙省和洛泽尔省接壤。
与阿拉蒙接壤的市镇（或旧市镇、城区）包括：巴邦塔讷、布尔邦、圣皮埃尔-德梅佐阿格、莱桑格勒、多马藏、萨兹、泰济耶、瓦拉布雷格。

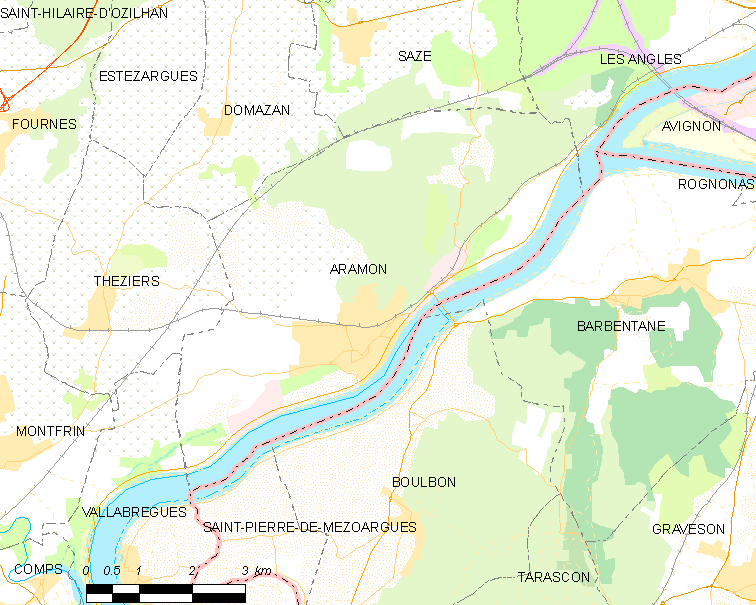
阿拉蒙的OSM定位图

阿拉蒙的时区为UTC+01:00、UTC+02:00（夏令时）。

## 行政
阿拉蒙的邮政编码为30390，INSEE市镇编码为30012。

## 政治
阿拉蒙所属的省级选区为博凯尔县。

## 人口

1962-2008年间阿拉蒙人口变化图示

阿拉蒙于2022年1月1日时的人口数量为4082人。